# Frunzeneć-Liha-99 Sumy
Frunzeneć-Liha-99 Sumy (ukr. Футбольний клуб «Фрунзенець-Ліга-99» Суми, Futbolnyj Kłub "Frunzeneć-Liha-99" Sumy) – ukraiński klub piłkarski z siedzibą w Sumach. Założony w roku 1952 jako Maszynobudiwnyk Sumy.
W latach 2000—2002 występował w rozgrywkach ukraińskiej Drugiej Lihi.

## Historia
Chronologia nazw:
- 1952: Maszynobudiwnyk Sumy (ukr. «Машинобудівник» Суми)
- 1953—1959: Torpedo Sumy (ukr. «Торпедо» Суми)
- 1960—1962: Awanhard Sumy (ukr. «Авангард» Суми)
- 1963—1971: Spartak Sumy (ukr. «Спартак» Суми)
- 1972—1998: Frunzeneć Sumy (ukr. «Фрунзенець» Суми)
- 1999—2002: Frunzeneć-Liha-99 Sumy (ukr. «Фрунзенець-Ліга-99» Суми)

Piłkarska drużyna Maszynobudiwnyk została założona w Sumach w 1952 roku i reprezentowała miejscowy Zakład Produkcji Maszyn im. M.W.Frunze. W następnym roku zmieniła nazwę na Torpedo. W 1952, 1953, 1954 i 1963 zespół zdobywał mistrzostwo obwodu sumskiego, a w 1952, 1953, 1954, 1957 i 1966 - Puchar obwodu sumskiego.
W 1960 roku klub otrzymał status profesjonalny i jako Awanhard Sumy debiutował w Klasie B, strefie ukraińskiej Mistrzostw ZSRR. W 1963 klub zmienił nazwę na Spartak Sumy, a w 1972 na Frunzeneć Sumy. W 1968 zespół został wicemistrzem swojej strefy, a w następnym roku w turnieju finałowym zdobyli brązowe medale. W 1982 klub spadł z Drugiej Ligi, strefy ukraińskiej i pożegnał się z rozgrywkami na szczeblu profesjonalnym.
Jako drużyna amatorska występowała potem w mistrzostwach obwodu sumskiego. W latach 1971–1973, 1975, 1977–1981, 1985, 1987, 1989 zespół ponownie zdobywał mistrzostwo obwodu sumskiego oraz w 1972–1975, 1977, 1990, 1994, 1996–1997 – Puchar obwodu sumskiego.
W 1999 klub został odrodzony pod nazwą Frunzeneć-Liha-99 Sumy. W sezonie 2000/01 debiutował w Drugiej Lidze. W drugim swoim sezonie 2001/02 zajął 5. miejsce. Ale w następnym sezonie już nie startował w mistrzostwach, tak jak został połączony z klubem FK Sumy.

## Sukcesy
- 5. miejsce w Drugiej Lidze: 2001/2002

## Trenerzy od lat 60.
- 01.1961–12.1972:  Ołeksandr Serbin
- 01.1973–12.1973:  Wiktor Serebrianikow
- 01.1974–12.1976:  Helij Putiewski
- 01.1977–12.1978:  Witalij Kochanowski
- 01.1979–12.1979:  Mychajło Fomenko
- 01.1980–05.1982:  Helij Putiewski
- 05.1982–12.1983:  Anatolij Archipow
- 01.1984–12.1998: występował na poziomie amatorskim
- 08.1999–08.2000:  Jurij Zinczenko
- 08.2000–04.2001:  Wałerij Bermudes
- 04.2001–05.2001:  Jurij Zinczenko (p.o.)
- 06.2001:  Ihor Łewycki (p.o.)
- 07.2001:  Ołeh Janczewski (p.o.)
- 07.2001:  Ihor Łewycki (p.o.)
- 08.2001–05.2002:  Jurij Dubko
- 06.2002–07.2002:  Witalij Dawydenko

## Inne
- Ahrotechserwis Sumy
- FK Sumy
- Jawir Krasnopole
- Spartak Sumy